# Cantone di Jarville-la-Malgrange
Il Cantone di Jarville-la-Malgrange è una divisione amministrativa dell'arrondissement di Nancy.
A seguito della riforma approvata con decreto del 26 febbraio 2014, che ha avuto attuazione dopo le elezioni dipartimentali del 2015, è passato da 4 a 12 comuni.

## Composizione
I 4 comuni facenti parte prima della riforma del 2014 erano:
- Heillecourt
- Houdemont
- Jarville-la-Malgrange
- Ludres

Dal 2015 i comuni appartenenti al cantone sono i seguenti 12:
- Azelot
- Burthecourt-aux-Chênes
- Coyviller
- Fléville-devant-Nancy
- Heillecourt
- Houdemont
- Jarville-la-Malgrange
- Ludres
- Lupcourt
- Manoncourt-en-Vermois
- Saint-Nicolas-de-Port
- Ville-en-Vermois